# New Augusta
New Augusta è una città (town) degli Stati Uniti d'America, capoluogo della contea di Perry, nello Stato del Mississippi.